# W60 (核弾頭)
W60はアメリカ合衆国が開発していた核弾頭。ローレンスリバモア国立研究所が開発していたものであり、アメリカ海軍のSAM-N-8 タイフォンLR(Typhon LR)艦対空ミサイルの弾頭として開発されていた。1963年開発中止。
SAM-N-8 タイフォンLRミサイルは長距離艦対空ミサイルとして1958年より開発が進められていた。軽量の弾頭であり、サイズは直径13インチ、長さ20インチで、重量は115-150ポンドである。信管は近接信管が検討されていた。SAM-N-8 タイフォンLRミサイルはシステムが複雑であるため、1963年に開発が中止され、ターター発展型のスタンダードミサイルが開発されることとなった。これに伴い、W60（試作兵器XW60）も開発が中止された。